# Kalyptatherina
Kalyptatherina is een monotypisch geslacht van straalvinnige vissen uit de familie van regenboogvissen (Telmatherinidae).

## Soort
- Kalyptatherina helodes (Ivantsoff & Allen, 1984)